# Grenadiere zu Pferd

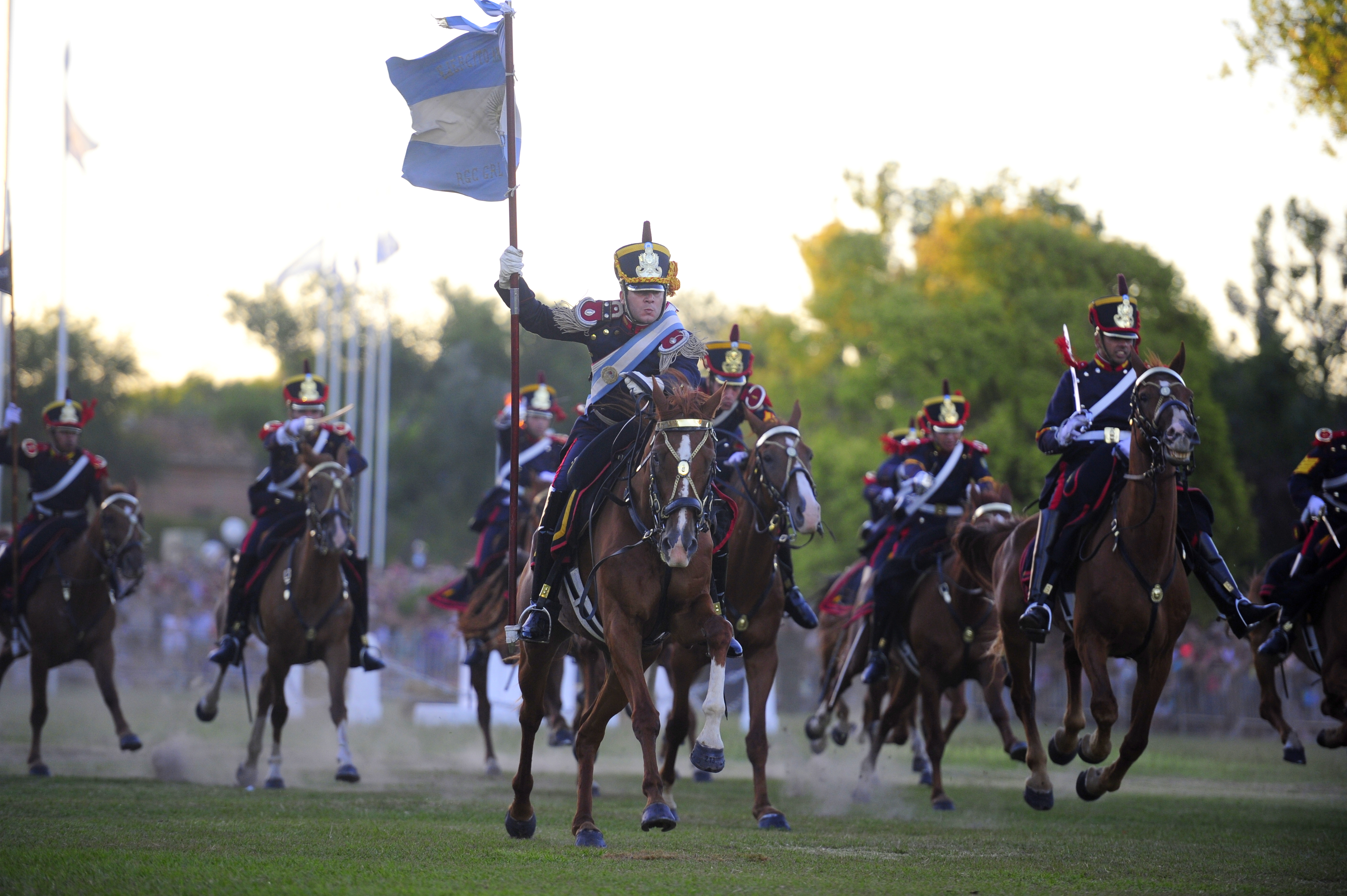
Argentinische Granaderos a Caballo

Die Grenadiere zu Pferd sind eine Kavalleriegattung. Ursprünglich handelte es sich dabei wie bei den Dragonern um berittene Infanterie. Die Bezeichnung Grenadiere wurde im Hinblick auf eine anfängliche Bewaffnung mit Handgranaten verwendet, diente aber seit dem frühen 18. Jahrhundert meist dazu, den Elitestatus dieser Truppe zu verdeutlichen. 
Üblicherweise waren sie wie Dragoner ausgestattet, trugen jedoch meist Grenadiermützen. Die Herkunft aus der Infanterie zeigte sich wie bei den Dragoner noch lange im Erscheinungsbild: Gamaschen statt Reitstiefeln (für den Dienst zu Fuß), Trommeln statt Kesselpauken, Trompeten statt Fanfaren, Fahnen statt Standarten etc. Zur Mitte des 18. Jahrhunderts glich sich die Ausrüstung der Kavallerie meist völlig an.

## Argentinien
In Argentinien errichtete General José de San Martín im Jahre 1812 ein „Regimiento de Granaderos a Caballo“, das 1826 aufgelöst wurde. 1903 wieder aufgestellt, ist es heute als „Regimiento de Granaderos a Caballo General San Martín“ ein Sicherungsverband und dient in historischen Uniformen als Präsidentengarde.

## Deutschland

### Preußen
In der altpreußischen Armee führte das Dragoner-Regiment III wegen der Verdienste in der Schlacht bei Malplaquet ab 1714 den Titel „Grenadiere zu Pferd“, musste diesen aber 1741 wegen seines Versagens in der Schlacht bei Mollwitz wieder ablegen. 
Das Regiment wurde in Dragoner-Regiment III und Dragoner-Regiment IV geteilt, die Grenadiermützen mussten an das Infanterieregiment 42 übergeben werden. Nach der Katastrophe von 1806 wurde das Regiment wieder unter der Stammnummer 3 zusammengelegt, erhielt am 22. März 1897 seinen Beinamen zurück und hieß bis zu seiner Auflösung 1918/19 „Grenadier-Regiment zu Pferde Frhr. von Derfflinger (Neumärkisches) Nr.3“.

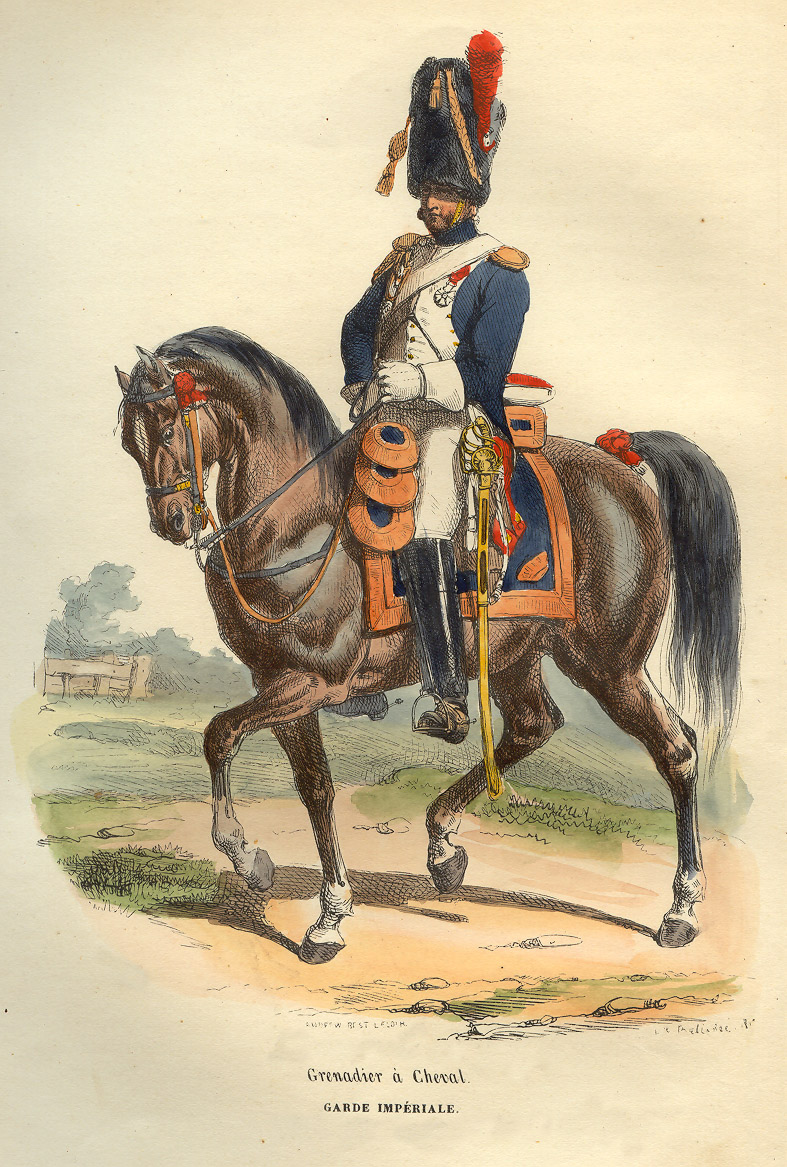
Grenadier à cheval der Garde impériale

### Braunschweig-Lüneburg
Zumindest während des Siebenjährigen Krieges gab es im Kurfürstentum Braunschweig-Lüneburg ein „Regiment Reitende Grenadiere“. Sie waren nach britischem Muster uniformiert und führten an einem Bandelier eine Granatentasche mit sich. Ansonsten waren sie ausgerüstet wie Dragoner.

### Kurpfalz
Auch im Kurfürstentum Pfalz bestand während des Siebenjährigen Krieges ein „Regiment Reitende Grenadiere“, ausgestattet wie Dragoner, jedoch mit Grenadiermütze.

## Frankreich
Als Teil des Maison militaire du roi gab es ab 1676 eine Kompanie Grenadiers à cheval du roi. Am 15. Dezember 1776 wurde die Einheit aufgelöst, die Grenadiere wurden als Marechal des logis auf die übrigen Regimenter verteilt. Sie trugen ursprünglich eine Pelzmütze „tartarischer Form“, die kurz vor der Auflösung durch die charakteristische französische Grenadier-Pelzmütze mit Stirnblech und Gehänge ersetzt wurde. 
Die Grenadiers à cheval de la Garde impériale waren ein schweres Kavallerieregiment der Garde impériale der Napoleonischen Armee. Übernommen aus der Konsulargarde waren die Grenadiers à cheval  allezeit das erste Regiment der Kavallerie der Alten Garde seit diese 1804 errichtet wurde. Der Sollbestand lag bei rund 1.100 Offizieren und Reitern, die von einem Général de division oder einem erfahrenen Général de brigade kommandiert wurden. Das Regiment nahm an fast allen Feldzügen des Kaisers teil und zeichnete sich insbesondere in der Schlacht bei Austerlitz aus, als es den das Schlachtfeld beherrschenden Pratzen einnahm. Nach der endgültigen Abdankung Napoleons und der Rückkehr von König Ludwig XVIII. wurde es 1815 aufgelöst.
In der Garde royale von König Ludwig XVIII. gab es zwei Regimenter „Grenadiers à cheval“, die mit der Garde nach der Julirevolution von 1830 aufgelöst wurden.

## Großbritannien
1678 wurde jeder der drei in London stationierten Kompanien der Life Guards je eine Abteilung „Mounted Grenadeers“ beigegeben. Dabei handelte es sich jedoch lediglich um Dragoner, sie waren dementsprechend ausgebildet und ausgerüstet. Ihrem Namen wurden sie allerdings gerecht, da auch sie die Granate als Bewaffnung mitführten. Da sie nur in der Zweiten Linie dieser Gardeformation standen, wurde dadurch deutlich, dass man ihnen nur den halben Sold der „Life Guards“ zahlte. Zwischen 1680 und 1683 waren die „Mounted Grenadeers“ aufgelöst, danach aber in zwei Kompanien wieder aufgestellt. Bei der Reorganisation der „Life Guards“ wurden die Grenadiere 1788 aufgelöst, das Personal auf die Regimenter der Linienkavallerie verteilt.

## Spanien
In Spanien existierte 1737 zumindest ein Regiment „Granaderos a Caballo“.